# Suezichthys ornatus
Suezichthys ornatus là một loài cá biển thuộc chi Suezichthys trong họ Cá bàng chài. Loài này được mô tả lần đầu tiên vào năm 1819.

## Từ nguyên
Từ định danh của loài cá này trong tiếng Latinh có nghĩa là "được trang trí", hàm ý đề cập đến các vạch, sọc màu xanh da trời ở hai bên thân, trên đầu, vây lưng, vây hậu môn và vây đuôi của chúng.

## Phạm vi phân bố và môi trường sống
S. ornatus có phạm vi phân bố ở Đông Nam Đại Tây Dương (Tristan da Cunha, đảo Gough, núi ngầm Vema) và Tây Nam Ấn Độ Dương (Réunion, đảo Saint-Paul và đảo Amsterdam). Loài này sống trong các hồ thủy triều ở độ sâu đến 30 m.

## Phân loại
Ban đầu, loài này được xếp vào chi Labrus, nhưng Russell sau đó đã lập một chi mới trong họ Cá bàng chài là Nelabrichthys và lấy L. ornatus làm loài điển hình cho chi này. Theo Russell, N. ornatus khác với các loài Suezichthys khi đó bởi nó có nhiều tia vây lưng và tia vây hậu môn, cũng như số đốt sống.
Chi Nelabrichthys này sau đó được Kuiter (2002) xem là danh pháp đồng nghĩa của Suezichthys, bởi theo ông, N. ornatus khá tương đồng về kiểu màu của cá đực với Suezichthys arquatus và Suezichthys notatus.